# アップ・トゥ・アワ・ヒップス
『アップ・トゥ・アワ・ヒップス』（Up to Our Hips）は、イギリスのロックバンド、ザ・シャーラタンズの3rdアルバム。プロデューサーはスティーヴ・ヒレッジ。

## 概要
前作リリース後に、キーボーディストのロブ・コリンズが強盗加担容疑で逮捕され、キーボードやバックコーラスのレコーディングをロブの出所まで待たざるを得なくなるなど、バンドは厳しい状況を味わった。「アップ・トゥ・アワ・ヒップス」というタイトルはロブによるもので、ボーカルのティム・バージェスいわく「腰までドップリ問題に浸かっている」という意味が込められている。

## 収録曲
1. カム・イン・ナンバー21 "Come in Number 21" - 4:21
2. イージー・ライフ "I Never Want an Easy Life If Me and He Were Ever to Get There" - 4:07
3. キャント・ゲット・アウト・オブ・ベッド "Can't Get Out of Bed" - 3:09
4. フィール・フロウズ "Feel Flows" - 6:17
5. オートグラフ "Autograph" - 4:31
6. ジーザス・ヘアードゥ "Jesus Hairdo" - 3:11
7. アップ・トゥ・アワ・ヒップス "Up to Our Hips" - 4:31
8. パトロール "Patrol" - 6:03
9. アナザー・ライダー・アップ・イン・フレイムス "Another Rider Up in Flames" - 3:20
10. インサイド・ルッキング・アウト "Inside-Looking Out" - 5:04

## 参加ミュージシャン
- ティム・バージェス - ボーカル
- マーク・コリンズ - ギター
- マーティン・ブラント - ベースギター
- ジョン・ブルックス - ドラムス
- ロブ・コリンズ - ハモンドオルガン、ピアノ、バックボーカル